# 沙赫河
43°47′18.7368″N 39°27′50.3964″E / 43.788538000°N 39.463999000°E
沙赫河（俄语：Шахе），是俄罗斯的河流，位于该国西南部克拉斯诺达尔边疆区，发源自大高加索山脉，流经西高加索，最终注入黑海，河道全长59公里，流域面积553平方公里。